# Kenji Fukaya
Kenji Fukaya (en japonés: 深谷賢治, romanizado: Fukaya Kenji; prefectura de Kanagawa, Japón, 12 de marzo de 1959) es un matemático japonés especializado en geometría simpléctica y geometría riemanniana. Entre sus principales contribuciones a las matemáticas se encuentra el descubrimiento de la categoría de Fukaya. Es miembro permanente del Centro Simons de Geometría y Física y profesor de matemáticas en la Universidad de Stony Brook.

## Biografía
Fukaya realizó sus estudios de grado y posgrado en matemáticas en la Universidad de Tokio, recibiendo el título de grado en 1981 y el doctorado en 1986. En 1987, se convirtió en profesor asociado de la Universidad de Tokio. Tras ello, se trasladó a la Universidad de Kioto como catedrático en 1994. En 2013, se trasladó a Estados Unidos para unirse al Centro Simons de Geometría y Física en la Universidad de Stony Brook.
La categoría de Fukaya, es decir, la categoría {\displaystyle A_{\infty }} de subvariedades lagrangianas de una variedad simpléctica dada, lleva su nombre, y está íntimamente relacionada con la homología de Floer. Otras de sus contribuciones a la geometría simpléctica incluyen su demostración junto a Kaoru Ono de una versión débil de la conjetura de Arnold. También elaboró importantes teoremas en geometría riemanniana y trabajó en áreas relacionadas con la física como teoría de gauge y simetría especular.
Fukaya recibió el Premio de Geometría de la Sociedad Matemática de Japón en 1989 y el Premio de Primavera en 1990 y 1994. Recibió también el Premio Inoue en 2002, el Premio de la Academia de Japón en 2003, el Premio Asahi en 2009 y el Premio Fujihara en 2012. Ha sido miembro de la junta directiva de la Sociedad Matemática de Japón y del comité de matemáticas del Consejo de Ciencia de Japón. En 2025 fue galardonado con el Premio Shaw.
Fukaya fue ponente invitado en el Congreso Internacional de Matemáticos de 1990 en Kioto, con una charla titulada Collapsing Riemannian Manifolds and its Applications.